# Florida Gators football

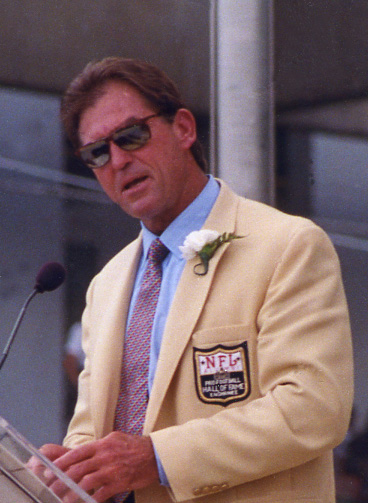
L'ex Gator Jack Youngblood è membro sia della College Football Hall of Fame che della Pro Football Hall of Fame.

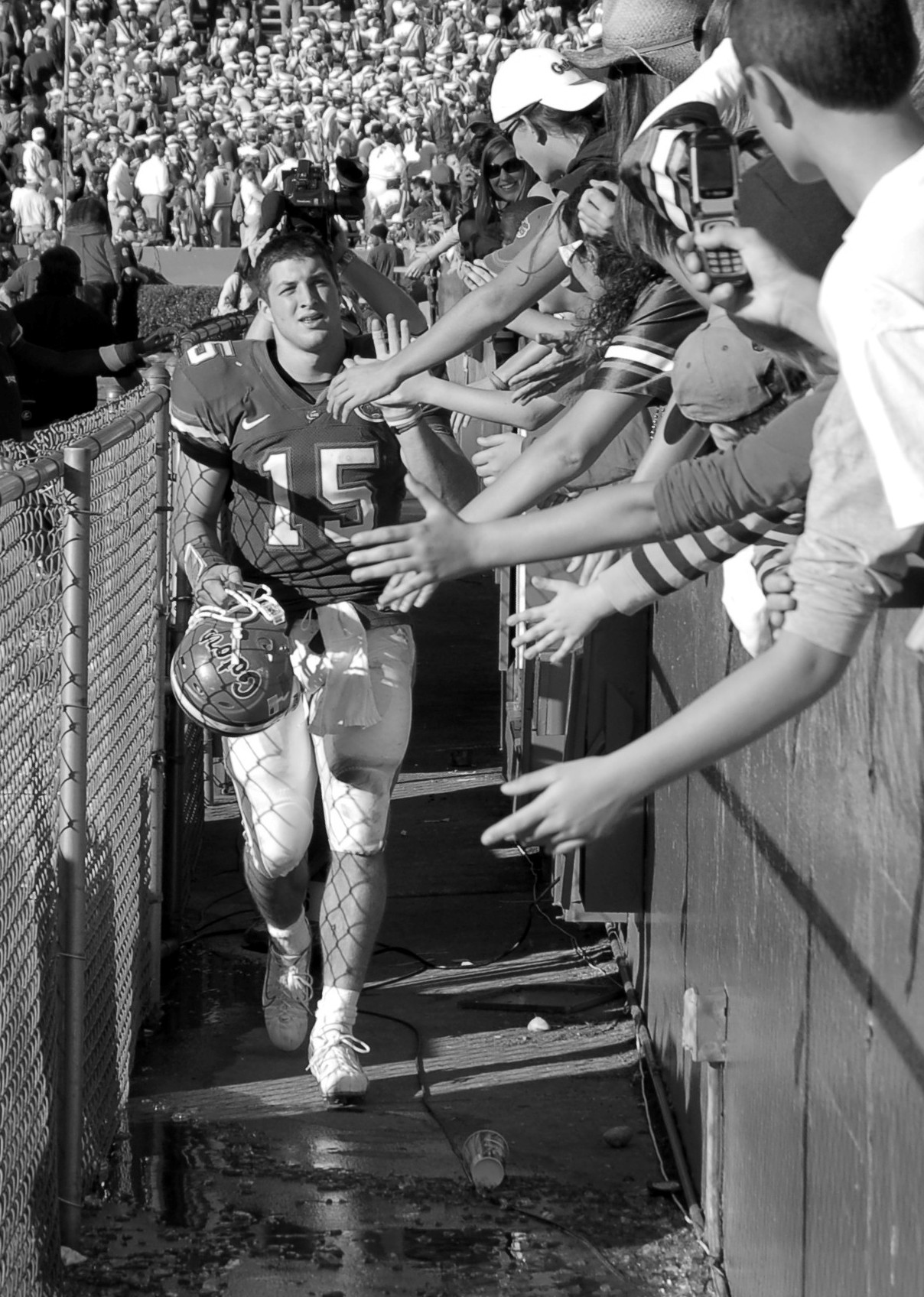
Tim Tebow è uno dei tre vincitori dell'Heisman Trophy di Florida.

La squadra di football dei Florida Gators rappresenta la University of Florida. I Gators competono nella Football Bowl Subdivision (FBS) della National Collegiate Athletics Association (NCAA) e nella Eastern Division della Southeastern Conference (SEC). Il programma della squadra iniziò nel 1906 e in 108 anni di storia questa ha vinto tre titoli nazionali e otto titoli della SEC. Undici tra giocatori e allenatori dell'istituto sono stati inseriti nella College Football Hall of Fame e tre giocatori hanno vinto l'Heisman Trophy.
La squadra disputa le sue gare interne al Ben Hill Griffin Stadium (noto come "The Swamp") nel campus di Gainesville, Florida, ed è allenata dal 2022 da Billy Napier.

## Titoli nazionali
| Anno                | Allenatore     | Selettore      | Record | Bowl                                                  | Avversario    | Risultato |
| ------------------- | -------------- | -------------- | ------ | ----------------------------------------------------- | ------------- | --------- |
| 1996                | Steve Spurrier | AP, Allenatori | 12–1   | Sugar Bowl (Bowl Alliance National Championship Game) | Florida State | V 52-20   |
| 2006                | Urban Meyer    | BCS, AP        | 13–1   | BCS National Championship Game                        | Ohio State    | V 41-14   |
| 2008                | Urban Meyer    | BCS, AP        | 13–1   | BCS National Championship Game                        | Oklahoma      | V 24-14   |
| Titoli nazionali: 3 |                |                |        |                                                       |               |           |

## Titoli di conference
| Stagione                | Conference | Allenatore     | Record | R. conf. |
| ----------------------- | ---------- | -------------- | ------ | -------- |
| 1991                    | SEC        | Steve Spurrier | 10–2   | 7–0      |
| 1993                    | SEC        | Steve Spurrier | 11–2   | 7–1      |
| 1994                    | SEC        | Steve Spurrier | 10–2–1 | 7–1      |
| 1995                    | SEC        | Steve Spurrier | 12–1   | 8–0      |
| 1996                    | SEC        | Steve Spurrier | 12–1   | 8–0      |
| 2000                    | SEC        | Steve Spurrier | 10–3   | 7–1      |
| 2006                    | SEC        | Urban Meyer    | 13–1   | 7–1      |
| 2008                    | SEC        | Urban Meyer    | 13–1   | 7–1      |
| Titoli di conference: 8 |            |                |        |          |

## Premi individuali

### Membri della College Football Hall of Fame
| Nome             | Ruolo         | Anni    | Induzione |
| ---------------- | ------------- | ------- | --------- |
| Carlos Álvarez   | Wide receiver | 1969–71 | 2011      |
| Charlie Bachman  | Coach         | 1928–32 | 1978      |
| Doug Dickey      | Coach         | 1970–78 | 2003      |
| Ray Graves       | Coach         | 1960–69 | 1990      |
| Marcelino Huerta | Coach         | 1947–49 | 2002      |
| Wilber Marshall  | Linebacker    | 1980–83 | 2008      |
| Emmitt Smith     | Running back  | 1987–89 | 2006      |
| Steve Spurrier   | Quarterback   | 1963–66 | 1986      |
| Dale Van Sickel  | End           | 1927–29 | 1975      |
| Danny Wuerffel   | Quarterback   | 1993–96 | 2013      |
| Jack Youngblood  | Defensive end | 1967–70 | 1992      |

### Vincitori dell'Heisman Trophy
- Steve Spurrier (1966)
- Danny Wuerffel (1996)[11]
- Tim Tebow (2007)[12]